# Simo Dubajić
Simo Simeon Dubajić (Kistanje, 1. rujna 1923. – Beograd, 8. srpnja 2009.), bio je sudionik NOB-a, jedan od vođa srpske pobune u Hrvatskoj 1990. te okrivljenik za ratne zločine počinjene nakon Drugoga svjetskog rata u svibnju i lipnju 1945. u Kočevskom rogu na području Slovenije. 

## Djetinjstvo i mladost
Rođen je kao najstariji od četvero djece u obitelji Špira i Marije Dubajić (rođ. Bokun). Otac mu je od 1914. u Kistanjama vodio gostionicu, da bi 1937. dobio stalno zaposlenje u državnoj službi na mjestu poreznika u Šibeniku. U rodnim Kistanjama Dubajić pohađa pučku (osnovnu) školu, dok srednju školu, klasičnu gimnaziju, pohađa u Šibeniku. Tijekom gimnazijskog školovanja priključio se ilegalnom komunističkom pokretu.  

## Drugi svjetski rat: borbe, zločini i poraće
Dubajić se je kao sedamnaestogodišnjak, ljeti 1941., priključio partizanskom pokretu, te je djelovao na području Bukovice, u sklopu bukovačkih partizanskih bataljuna, gdje je naglo napredovao do operativnog časnika pri stožeru 2. bataljuna. U lipnju 1944. Dubajić je imenovan zapovjednikom 14. brigade 19. divizije, koja je bila osnovana od Sjevernodalmatinskog odreda, iz bivše grupe bukovačkih partizanskih bataljuna. Nastavno je imenovan zapovjednikom tenkista 1. dalmatinske proleterske brigade, te je u prosincu 1944., sudjelovao u borbama u operaciji za oslobođenje Knina. 

### Operacija za oslobođenje Knina (1944.)
Već tijekom rata, postojale su indicije kako je Dubajić sudjelovao u ubojstvima ratnih zarobljenika, te je poznata jedna epizoda iz oslobođenja Knina, kada je više stotina njemačkih ratnih zarobljenika i ranjenika iz kninske bolnice bilo odvedeno do tzv. Bulina mosta, udaljenog oko jedan kilometar od Knina, gdje su strijeljani i bačeni u obližnju jamu, duboku dvadesetak metara, koju je Dubajić, pod nalogom zapovjednika Jose Durbabe, naknadno minirao, kako bi sakrio mjesto zločina.
Krajem 1944., postoje indicije kako je upravo Dubajićeva jedinica mučila i bacila živog zarobljenog pripadnika ustaške vojnice u trinaest metara duboku jamu pokraj Ljubostina, općina Unešić, čiji su posmrtni ostaci pronađeni prilikom speleološkog istraživanja lokaliteta 2014. godine.

### Slučaj širokobrijeških franjevaca (1945.)
Sumnjalo se kako je Dubajić, tijekom veljače 1945., sudjelovao u ubojstvima franjevaca, koji su na područje drniškoga kraja bili prisilno dovedeni iz samostana u Širokom Brijegu. Naime, sumnja se kako su žrtve ubijene i bačene u jamu, te kako se posmrtni ostaci franjevaca nalaze u jami Golubinka, pokraj sela Mratova, u zaseoku Radasi.  Sam Dubajić, je tijekom svojih javnih istupa, za navedenu jamu, govorio kako su ondje pripadnici ustaške vojnice pobili lokalno srpsko stanovništvo, te kako on svojim zločinima u Sloveniji 1945., osvećuje tzv. Martovske jamare.

### Završne operacije za oslobođenje Jugoslavije i Kočevski rog (1945.)
Završne operacije za oslobođenje Jugoslavije, dočekao je u činu majora 11. dalmatinske brigade (tom prilikom preimenovane u moto-mehaniziranu brigadu) 26. dalmatinske divizije u sklopu IV. Jugoslavenske armije, te je kraj rata dočekao u Sloveniji, u svibnju 1945.godine. Sudjelovao je kao časnik za vezu kod Britanske Osme armije u Austriji, te je bio osobno uključen u repatrijaciju jugoslavenskih antititovskih izbjeglica iz savezničkih logora u Austriji, te se osnovano sumnja da je na području Kočevskog roga, u Sloveniji, u razdoblju od 26. svibnja do 15. lipnja 1945., sudjelovao, idejno osmislio i naložio drugima prijevoz, izgladnjivanje, mučenja i ubojstva na osobito okrutan način 13 000 zarobljenika, među kojima su bili pripadnici poraženih kvislinških postrojbi, slovenski domobrani (tzv. belogardejci), srpski i crnogorski četnici, pripadnici hrvatskog domobranstva i ustaške vojnice i neutvrđen broj civila. U svojim medijskim istupima tijekom 1990-ih, pa i u svojoj knjizi iz 2006., Dubajić spominje brojku od trideset tisuća ubijenih.
Službenu istragu protiv Dubajića pokrenulo je Državno odvjetništvo u Zagrebu tek u ožujku 2009. Procjenjuje se da su komunistički partizani pod zapovjedništvom Dubajića od 26. svibnja do 5. lipnja 1945. ubili najmanje 13.000 ljudi (broj kojega je Županijsko državno odvjetništvo u Zagrebu izvelo u istražnom zahtjevu 2009. godine iz stanovitih britanskih procjena nastalih 1945. godine; sam Dubajić u svojoj knjizi iz 2006. god. spominje broj od 23.000 do 30.000 pobijenih).

## Razdoblje socijalističke Jugoslavije
Godine 1950. napušta vojsku te je umirovljen u činu potpukovnika i isključen iz KPJ. Na povratku iz Beograda u Kistanje biva uhićen i sproveden u Split, u zatvor. Jedno vrijeme boravi u pritvoru, pod sumnjom da je pristaša rezolucije Informbiroa, ali na intervenciju vlastitog brata Milana Dubajića, koji je bio djelatnik beogradske Udbe, kod moćnih krugova oko Aleksandra Rankovića, Simo Dubajić izlazi na slobodu te se na preporuku bivšeg ratnog suborca, tada direktora programa Radija Zagreb, a kasnije načelnika Udbe SRH, Jove Ugrčića, posvećuje filmu i režiji. Odlazi u Zagreb, gdje studira na Akademiji, čak piše lirske pjesme koje objavljuje u književnom časopisu Krugovi. Odlazi na usavršavanje u Milano. Bio je asistent režiseru Branku Baueru na filmovima - Sinji galeb (1953), Milijuni na otoku (1955.) i Ne okreći se, sine (1956). Samostalno je režirao tri kratka dokumentarna filma, “Posljednja lubara” (1954.), “Čelična karika” (1954.) i “Krka” (1955.). U svijet filmaša i kulturnjaka nije se dobro uklopio, te se - navodno zbog "seksualno nekonvencionalnog ponašanja" - odselio u rodno Kistanje, gdje je čuvao ovce, te navodno s tri žene imao 13-ero djece.
Sudjeluje u formiranju RTV Zagreba, u vrijeme dok je Jovo Ugrčić bio glavni urednik i direktor programa Radija Zagreb, da bi nakon toga napustio Zagreb, te često mijenja boravište, da bi se konačno vratio u rodno Kistanje, gdje postaje strah i trepet. U Kistanjama se posvećuje stočarstvu, te kako je jednom prilikom ironično zaključio Miljenko Smoje, da se "bukovička ratna legenda Simo Dubajić, od ratnika pretvorio u stočara". U drugoj polovici sedamdesetih aktivan je u SUBNOR-u, te ga čak srbijanski ogranak predlaže za delegata u Saveznu skupštinu SFRJ, ali on se sve više istupa s pozicija velikosrpskog nacionalizma, što doživljava kulminaciju tijekom 1980-ih. U medijima se pojavljuje krajem desetljeća, te se otvoreno priključuje srpskoj pobuni u Hrvatskoj.

## Raspad Jugoslavije
Početkom 1990-ih, kada se u medijskom prostoru počelo otvoreno govoriti o događajima s kraja Drugoga svjetskog rata u Jugoslaviji, o Bleiburgu, Dubajić se navodno pokajao za svoje grijehe, progovorio je o ulozi u tim događajima, te su ga mnogobrojni jugoslavenski (prije svega hrvatski i slovenski) mediji intervjuirali, kao i britanski povjesničar Nikolay Tolstoy, autor knjige Ministar i pokolji. 
Iako se navodno pokajao za zločine počinjene krajem tog rata, aktivno je sudjelovao, organizirao i poticao srpsku pobunu u Hrvatskoj 1990., sumnjičilo ga se za napade na policijske postaje i oružano uznemiravanje hrvatskog stanovništva na području sjeverne Dalmacije i južne Like. Vuk Drašković ga je pokušavao promovirati kao jednog od zapovjednika i vođa paravojne postrojbe, tzv. Srpske garde, ali uvidjevši nesposobnost Dubajića, prilikom djelovanja istog u istočnoj Slavoniji, da preuzme vodstvo, zamijenio ga je sa srbijanskim nositeljem organiziranog kriminala u zapadnoj Europi i suradnikom jugoslavenske Službe državne sigurnosti (dalje: SDS), Đorđem Božovićem zvanim Giška. Dubajić je nastavio u aktivnostima oko stvaranja tzv. Republike Srpske Krajine, potom tijekom 1991., pobjegao u Srbiju, gdje su ga vlasti Slobodana Miloševića prvo prihvatile, dodjelivši mu stan, da bi ga ubrzo zabranivši mu gostovanja i istupe u medijima, marginalizirale. Pred hrvatskim je sudovima 1993. bio osuđen u odsutnosti zbog terorizma i dr., na zatvorsku kaznu u trajanju od petnaest godina, ali je zbog primjene odredbama Zakona o oprostu iz 1996., amnestiran.
Dubajić je 2006. godine izdao knjigu o svojim zločinima u Sloveniji, počinjenima nakon završetka Drugoga svjetskog rata, pod naslovom Život, grijeh i kajanje: Od Kistanja do Kočevskog roga.
U ožujku 2009., Županijsko državno odvjetništvu u Zagrebu pokreće kazneni postupak zbog osnovane sumnje u počinjenje ratnih zločina nakon Drugoga svjetskog rata, na području Kočevskog roga, u Sloveniji, te zatražuje raspisivanje međunarodne tjeralice za Simom Dubajićem, tada već državljaninom R. Srbije, koji još od početka 1990-ih boravi u Beogradu. U postupku su ga teretili da je izdavao zapovjedi o ubijanju ratnih zarobljenika. 
Umro je 8. srpnja 2009., nakon duge i teške bolesti, u osamdeset i šestoj godini, u Beogradu. Pokopan je 13. srpnja 2009. na beogradskom gradskom groblju Nova Bežanija.

## Vanjske poveznice
- "Život, greh i kajanje", Savo Gregović, 24. ožujka 2015., "Novosti"